# Elisa Herrero Uceda

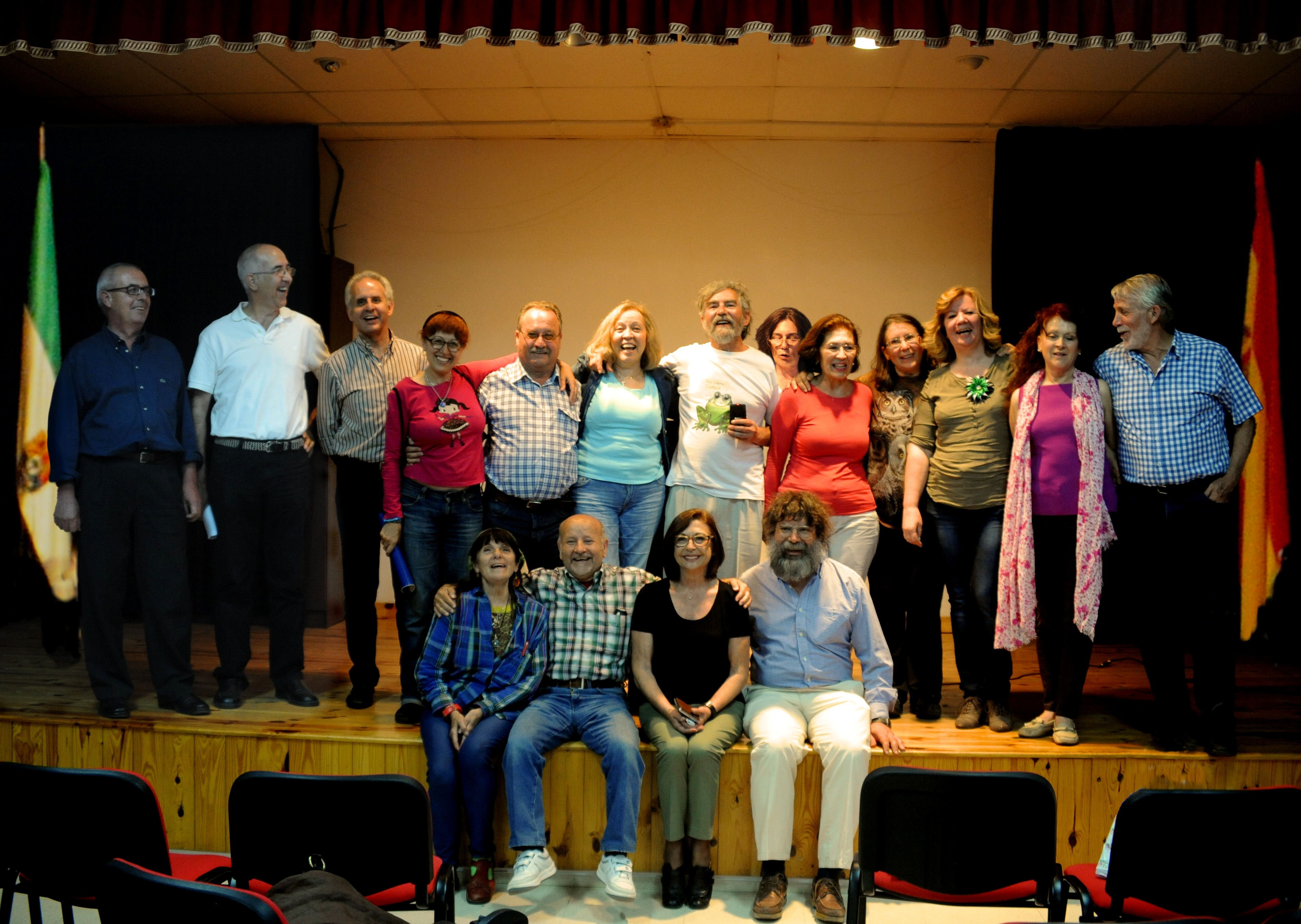
Trobada d'escriptors extremenys que va tenir lloc en Ceclavín el31 de maig de 2014.

Elisa Herrero Uceda (Ceclavín, Càceres, 7 de novembre de 1957-Madrid, 21 de maig de 2020) va ser una escriptora i rapsoda en les trobades líriques que ofereix juntament amb seu germà, també escriptor i divulgador, Miguel Herrero Uceda. Compromesos tots dos amb la defensa de la naturalesa i la conservació dels sabers tradicionals de la cultura extremenya.
Elisa era doctora en biologia i enginyera informàtica. Va realitzar el seu postdoctoral en el Medical Research Council de Cambridge, Anglaterra.
El 31 de maig de 2014 va formar part de la trobada d'escriptors extremenys vinguts de dins i fora d'Extremadura, Tarda d'escriptors, que va tenir lloc al seu poble natal, Ceclavín. Participa i col·labora en les activitats anuals de la Setmana Complutens de les Lletres.
Elisa és germana també del pintor Antonio José Herrero Uceda, amb qui col·labora en les seves exposicions.
Elisa Herrero Uceda va morir el 21 de maig de 2020 a Madrid, on vivia des de feia anys, a causa d'un càncer.

## Llibres publicats
- Extremadura en el corazón (2011).
- Mi Extremadura, la Cultura rural (2012).
- Ceborrincho, relatos extremeños (2013). Narracions escrites en llengua extremenya.
- Mamaeña, relatos extremeños (2015). Narracions escrites en llengua extremenya.
- Vive la Fiesta del árbol. Elam editores. 2017.

## Premis i reconeixements
- Segon premi Luis Chamizo de prosa en extremeny (2012).
- Reconeixement a la creació. Ateneu d'Arroyo de la Luz (Càceres) (2013).
- Reconeixement al seu treball per mitjà de la divulgació i defensa de la cultura extremenya. Associació Cultural Pablo Gonzálvez. Miajadas (Càceres) (2014).[11]